# Neukirchen bei Lambach
Pour les articles homonymes, voir Neukirchen.
Neukirchen bei Lambach est une commune autrichienne du district de Wels-Land en Haute-Autriche.